# Ahvenjärvi (sjö i Jockas, Södra Savolax)
Ahvenjärvi är en sjö i kommunen Jockas i landskapet Södra Savolax i Finland. Arean är 38 hektar och strandlinjen är 4,58 kilometer lång. Sjön  ingår i Vuoksens huvudavrinningsområde.   Den ligger omkring 44 kilometer öster om S:t Michel och omkring 250 kilometer nordöst om Helsingfors. 
I sjön finns ön Ritosaari. 